# 秘境探險 (電影)
是一部2022年美國動作冒險片，由魯賓·弗來舍執導，瑞弗·傑德肯斯、阿特·馬庫姆和馬特·霍洛威共同編劇。該片改編自艾米·亨尼格創作的同名遊戲系列，主演包括湯姆·賀倫、馬克·華伯格、蘇菲亞·泰勒·艾里、塔蒂·嘉布莉兒和安東尼奧·班德拉斯。
《秘境探險》由索尼影視娛樂於2022年2月18日美國上映。電影獲得褒貶不一的評價，影評家們認為，這是對同名視訊遊戲的誤導性改編，而且與其他動作冒險電影相比，仰賴特許經營權和平淡無奇。

## 演員
- 湯·賀蘭飾演奈森·德瑞克（英语：Nathan Drake (Uncharted)）[4]
- 馬克·華伯格飾演維特·蘇利文（英语：Victor Sullivan）[5]
- 索菲亞·泰勒·阿里飾演克洛伊·佛瑞茲（英语：Chloe Frazer）[6]
- 塔蒂·嘉布莉兒飾演布拉多克（Braddock）[6]
- 安東尼奧·班德拉斯飾演蒙卡達（Moncada）[6]
- 皮魯·艾斯貝克飾演蓋格（Gage）[7]
- 魯迪·潘考（英语：Rudy Pankow）飾演山姆·德瑞克（Sam Drake）[8]

奈森·德瑞克的遊戲配音員諾蘭·諾斯客串演出旅館的住客。YouTuber魯比斯在巴塞隆拿場景中客串背景路人。

## 製作

### 拍攝
主體拍攝於2020年3月16日在柏林開始進行，並預計在巴貝爾斯堡攝影棚拍攝後移至西班牙進行拍攝。然而，受2019冠狀病毒病疫情影響，電影暫停拍攝。2020年7月15日，賀倫於Instagram上宣佈拍攝重新開始。

## 發行
《秘境探險》由索尼影視娛樂定於2022年2月18日在美國上映。該片最初定於2016年6月10日上映，但被推遲至2017年6月30日，後來又延期至2020年12月18日。原導演崔維斯·奈特離開後，上映日期再度延期至2021年3月5日。2020年3月，受2019冠狀病毒病疫情影響，上映日期延期至2021年10月8日。後來又延期至2021年7月16日以及2022年2月11日。因出现具有争议的南海九段线的画面，影片在越南和菲律宾被禁。

## 反響

### 評價
爛番茄根據257條評論，本片獲得41%的新鮮度，平均得分5.3／10，觀眾投票獲得90%的分數，平均得分為4.4／5。在Metacritic上，本片獲得45分。

### 票房
| 上一届： 《尼羅河謀殺案》 | 2022年美國週末票房冠軍 第7-8週 | 下一届： 《蝙蝠俠》            |
| 上一届： 《尼羅河謀殺案》 | 2022年台北週末票房冠軍 第8週   | 下一届： 《劇場版 咒術迴戰 0》 |